# Palác Thun-Hohenštejnský
Dům U Černého lva, dům U Tří zlatých ruk nebo palác Thun-Hohenštejnský je třípatrová původně barokní budova v Karmelitské ulici 379/18 na Malé Straně v Praze 1. Od druhé čtvrtiny 19. století sloužila jako šlechtická rezidence Thun-Hohenštejnům. Od roku 1964 je kulturní památkou.

## Historie
V roce 1609 velkopřevor maltézských rytířů Matouš Děpolt Popel z Lobkovic prodal pozemek, na němž nyní stojí Thun-Hohenštejnský palác, Pavlu Sutterovi, který na základě privilegia císaře Matyáše z roku 1614 a se svolením velkopřevora zde postavil míčovnu. Ta více než sto let sloužila pro cvičení a rekreaci šlechtické mládeže. Roku 1741 v dražbě objekt koupil Michael Fissinger s manželkou Evou. Menší obytnou budovu nechal přestavět na třípodlažní palác, kde bylo osmnáct pokojů, čtyři kuchyně a příslušenství, na dvoře byla postavena stáj pro třináct koní, kolny pro pět vozů a studna. Roku 1758 dům zakoupil František Leopold Hanick a zřídil zde známý hostinec U Černého lva, který se časem změnil na hotel. V roce 1800 tu za své cesty po Evropě bydlel admirál Nelson s lady Hamiltonovou.
Roku 1801 nový majitel František Brunner dům přejmenoval podle jednoho z hostů na hotel U arcivévody Karla. V roce 1811 tu byl ubytován hudební skladatel Carl Maria Weber. Když sláva hotelu ustoupila, dům byl prodán Bedřichu rytíři z Lichtenfelsu a jeho choti a objekt po nějaké době začal sloužit jako obytný dům později i dalším majitelům, Gabriele hraběnce Buquoyové a Terezii svobodné paní Zesnerové. Dalším majitelem byl František Antonín Thun-Hohenštejn, který byl po nerovném sňatku vyřazen z rodového majetkového nástupnictví. Palác zůstal v rodinném majetku Thunů do roku 1945. V současné době mají v paláci sídlo různé obchodní firmy.
Vstupní portál je ozdoben vavřínem rámovanou kartuší s reliéfem stisku tří rukou a s chronogramem 1745 po stranách. Pamětní deska na budově od Emanuela Kodeta připomíná, že od roku 1841 až do roku 1852 zde vyrůstal Miroslav Tyrš.